# Egoi Martínez
Egoi Martínez de Esteban (Etxarri-Aranatz, 15 maggio 1978) è un ex ciclista su strada spagnolo di origine basca, professionista dal 2002 al 2013 e vincitore di una tappa alla Vuelta a España 2006.

## Carriera
Dotato di caratteristiche di passista-scalatore, passò professionista nel 2002 con la formazione basca dell'Euskaltel-Euskadi, e nella stagione successiva si aggiudicò il Tour de l'Avenir. Nel 2006 passò alla Discovery Channel di Johan Bruyneel, squadra con cui vinse una tappa alla Vuelta a España di quell'anno, nonché la maglia arancione di miglior scalatore nella competizione iberica, terminando al dodicesimo posto nella classifica generale finale.
La stagione successiva fu gregario di Alberto Contador durante il Tour de France, vinto dall'asturiano. A Parigi, Martínez salì sul podio con gli altri compagni in quanto vincitori della classifica a squadre. Con il ritiro dello sponsor principale e la dismissione della squadra al termine della stagione, a partire dal 2008 ritornò a vestire i colori dell'Euskaltel-Euskadi, mettendosi subito in luce alla Vuelta al País Vasco, la corsa di casa per i corridori e la squadra basca, in cui si aggiudicò la classifica scalatori. In settembre si mise altrettanto in evidenza alla Vuelta a España, nella quale vestì la maglia di leader della corsa per quattro giornate. Terminò nono nella classifica generale finale, suo miglior risultato in un Grande Giro.
Nell'anno successivo, iniziò a correre e ottenere risultati sin dalla primavera. In marzo si aggiudicò la speciale classifica del Gran Premio della Montagna alla Tirreno-Adriatico e pochi giorni dopo si mise in luce con un'azione sul Poggio, una delle salite principali della Milano-Sanremo. In aprile si aggiudicò la classifica dei traguardi volanti alla Vuelta al País Vasco e durante il Tour de France diventò il primo corridore della Euskaltel a indossare la maglia a pois di leader della classifica scalatori. Fu poi battuto dall'italiano Franco Pellizotti. Quest'ultimo fu in seguito declassato, ma la vittoria nella classifica non fu più assegnata.
Con la chiusura della squadra basca, si ritira dall'attività agonistica al termine della stagione 2013, dopo aver concluso Giro d'Italia e Vuelta a España tra i primi trenta e indossato per la prima volta in carriera la maglia della nazionale spagnola, partecipando alla prova in linea dei Campionati del mondo in Toscana, ritirandosi prima del termine della gara.

## Palmarès
- 2001 (dilettanti)

Classifica generale Vuelta Ciclista a León
- 2003

Classifica generale Tour de l'Avenir
- 2006

11ª tappa Vuelta a España (Torrelavega > Burgos)

### Altri successi
- 2006

Classifica scalatori Vuelta a España
- 2008

Classifica scalatori Vuelta al País Vasco
- 2009

Classifica scalatori Tirreno-Adriatico
Classifica traguardi volanti Vuelta al País Vasco
Classifica scalatori Tour de France 2009
- 2010

Classifica scalatori Critérium du Dauphiné

## Piazzamenti

### Grandi Giri
- Giro d'Italia

2013: 23º
- Tour de France

2004: 41º
2005: 48º
2006: 42º
2007: 61º
2008: 50º
2009: 44º
2010: 40º
2011: 34º
- Vuelta a España

2005: 45º
2006: 12º
2007: ritirato (12ª tappa)
2008: 9º
2009: 52º
2010: ritirato (14ª tappa)
2011: 55º
2013: 30º

### Classiche monumento
- Milano-Sanremo

2008: 143º
2009: 25º
2011: 32º
2012: 34º
2013: ritirato
- Giro delle Fiandre

2004: ritirato
- Liegi-Bastogne-Liegi

2002: 115º
2007: 40º
2008: ritirato
2009: 72º
2010: 41º
2011: ritirato
2012: 70º
2013: 73º
- Giro di Lombardia

2002: ritirato
2013: ritirato

### Competizioni mondiali
- Campionati del mondo

Toscana 2013 - In linea Elite: ritirato